# اندیس آنومالی جوزورک
آنومالی جوزورک یک اندیس فلزی است که در حوالی شهر جبال بارز استان کرمان قرار دارد و مادهٔ معدنی موجود در آن، طلا است. سنگ میزبان این اندیس توف، داسیت، گرانیت، گرانودیوریت، دیاباز، آندزیت، آگلومرا، کنگلومرا، ماسه‌سنگ است در این اندیس، پاراژنز‌های شئلیت، گالن، پیریت، باریت، گارنت، بورنیت، سینابر، مالاکیت، مارکاسیت یافت می‌شوند.